# Bikkia
Bikkia é um género botânico pertencente à família Rubiaceae.

## Espécies
- Bikkia kaalaensis, Halle & Jeremie
- Bikkia lenormandii, Halle & Jeremie
- Bikkia pachyphylla, Guillaumin